# Postprocesualismus
Postprocesualismus je tendence v archeologických kruzích rozšířená především v 80. letech 20. století jako odpověď a protiklad předešlému procesualismu. Místo pozitivismu a objektivity archeologických pramenů si zakládá na individuálnosti, neklade důraz na funkci pramenů, ale na jejich symbolický význam.

## Výchozí teorie
Postprocesualismus v sobě nese prvky subjektivismu, tedy směru, který odmítá striktní vědecký přístup a nahrazuje jej subjektivní interpretací, myšlenkou, že vše ve světě je individuální. Dále je též založen i na neo-marxismu, kdy vědomosti vědce o minulosti mají sloužit k přeměně dnešního světa, a také, a to hlavně, na postmodernismu, který zdůrazňuje subjektivní vědění a relativismus.

## Vznik a vývoj
Myšlenka postprocesualismu vznikla na konci 70. let a jejím hlavním představitelem je britský archeolog Ian Hodder, který při svém bádání došel k závěru, že procesualistické vzory a modely nemohou sloužit jako stoprocentní metoda, protože i ty mohou být vědecky interpretovány z mnoha úhlů pohledu. Začal tedy kritizovat procesualistický postup a zavdal tak vzniku postprocesualismu. V 80. letech se objevily známky postprocesualistického smýšlení i v USA, kde však zastánci tohoto směru řešili spíše otázku etnického a genderového přístupu v archeologii, například u původních obyvatel Ameriky, kteří až do 90. let neměli možnost podílet se na bádání zaměřeném na jejich kulturu.

## Přístup v archeologii
Tato archeologická interpretace především klade důraz na individuální vyjádření funkce a smyslu nalezených pramenů a prosazuje, že archeologické bádání i ztvárnění pramenů bude vždy subjektivní z pohledu daného pozorovatele či archeologa. Jeden pramen může tedy mít několik funkcí, sloužit k mnoha různým činnostem, podle toho jaký badatel na artefakt nahlíží a jaké zkušenosti a praxi má za sebou. Postprocesualismus tak zastává myšlenku jakési plurality názorů a zcela odmítá metody využívající předepsané vzory či obecné struktury.